# Pouteria brachyandra
Pouteria brachyandra là một loài thực vật có hoa trong họ Hồng xiêm. Loài này được (Aubrév. & Pellegr.) T.D.Penn. miêu tả khoa học đầu tiên năm 1990.